# 靜狩站
靜狩站（日语：／ Shizukari eki */?）是屬於北海道旅客鐵道室蘭本線的鐵路車站，位於北海道山越郡長萬部町。車站編號為H46。本站現時只停靠每天4班下行，5班上行的普通列車服務。站名源自於阿伊努語的「sir-tukari」，意思是山之前。

## 車站結構

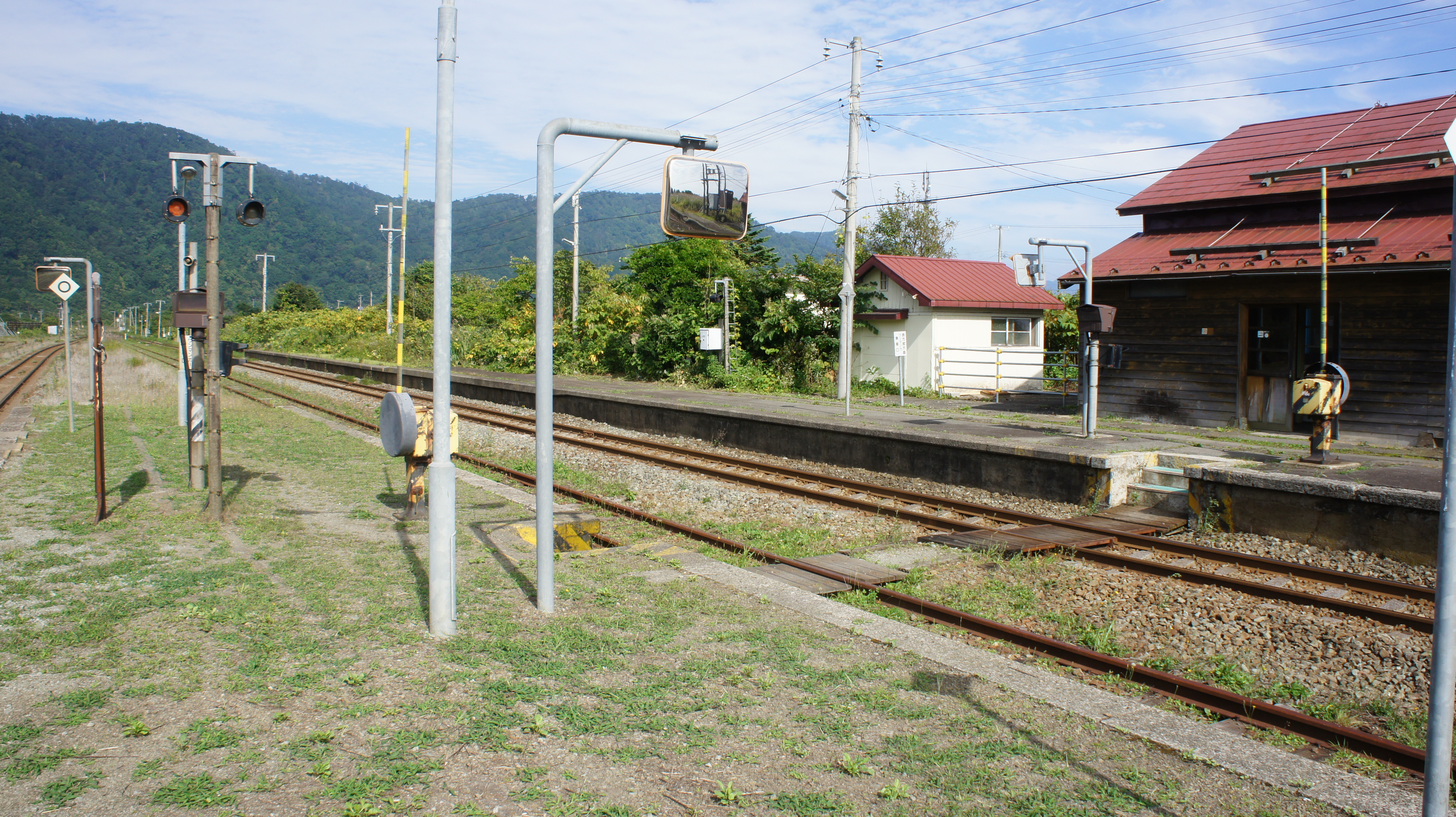
平交道（2017年9月）

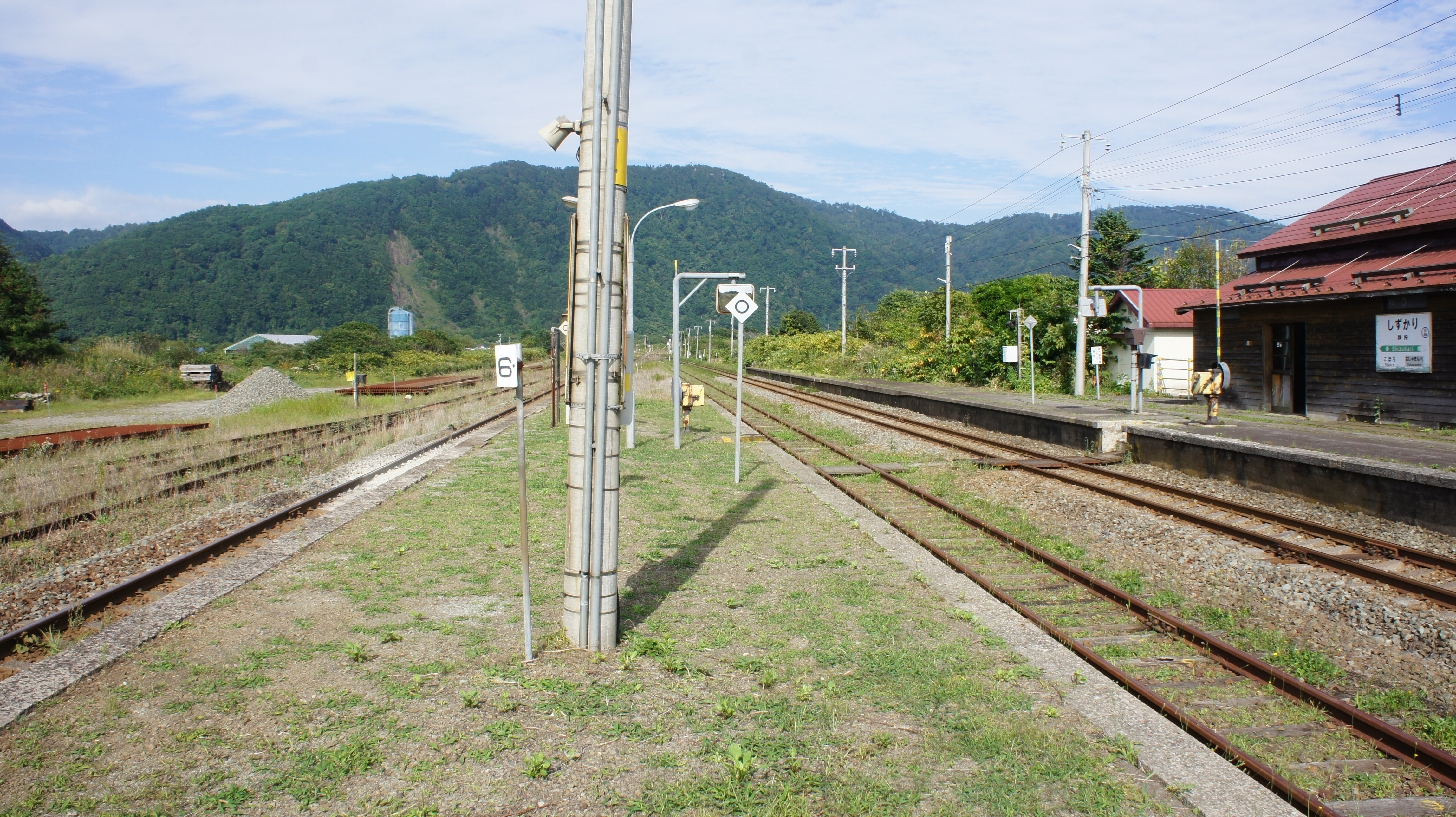
月台（2017年9月）

本站的站房為木製的單層站房，屬於典型國鐵時代備有站員駐守的郊外式設計。正門頂則掛有以木板製成，並寫有的牌匱。
由於本站早在1986年時改為無人站，故現時原站務室的服務窗口已被完全封圍，只保留原來的服務枱面。又因本站的站房至開業起便一直使用至今，結構日漸老化，於是在2000年時進行站房的翻新工程，也在2010年進行過外牆重新塗漆。進入站房後的右側為候車大廳，前方為開放式閘口，左側為已改為儲物室的舊站務員室及售票處。

## 月台配置
站內設有側式月台及島式月台各1個，共提供線2面3面的配置。本站現時只使用側式月台（1號月台）及島式月台外圍（3號月台），2號月台則只限貨物列車避線時所使用，並採用把部份月台的邊沿開鑿為上落用梯級，再以平交道形式作為接駁月台間的方法，有效長度為6輛。而所有途經的列車均使用氣動車行駛。
| 月台 | 路線       | 方向                     | 目的地                   | 備註                            |
| ---- | ---------- | ------------------------ | ------------------------ | ------------------------------- |
| 1    | ■ 室蘭本線 | 上行                     | 長萬部方向               | 全日5班                         |
| 2    | ■ 室蘭本線 | （貨物列車避車時才使用） | （貨物列車避車時才使用） | （貨物列車避車時才使用）        |
| 3    | ■ 室蘭本線 | 下行                     | 東室蘭、室蘭、苫小牧方向 | 全日4班，早上部份班次不停小幌站 |

## 歷史
- 1923年12月10日：日本國有鐵道長輪線長萬部～本站開通，開業。
- 1925年8月20日：線路改稱長輪西線。
- 1928年9月10日：路線伸延至長輪東線伊達紋別站，長輪東線及長輪西線統合，重新定名為長輪線。
- 1931年4月1日：長輪線編入於室蘭本線內。
- 1972年3月15日：貨運服務終止。
- 1984年2月1日：手提行李提取終止。
- 1986年11月1日：無人化。
- 1987年4月1日：國鐵分割民營化，車站由JR北海道繼承。

## 利用人數
隨着班次不斷減少的關係，近年的乘車人數有顯着的滑落。1981年錄得的每日平均乘人數為133人；1992年跌至只有82人，2012年則只有4人。

## 相鄰車站
北海道旅客鐵道（JR北海道）
■ 室蘭本線
■特急「北斗」
通過
■普通
長萬部（H47）－靜狩（H46）－小幌（H45）－（禮文）（H44）
- 註：普通班次471D、475D及488D不停靠小幌站，會直接往來禮文站

## 外部連結
- JR北海道靜狩站網頁。 （页面存档备份，存于）（日語）